# Daniel Elias Garcia

Wappen von Daniel Elias Garcia als Bischof von Monterey

Wappen von Daniel Elias Garcia als Weihbischof in Austin

Daniel Elias Garcia (* 30. August 1960 in Cameron, Texas, USA) ist ein US-amerikanischer Geistlicher und ernannter römisch-katholischer Bischof von Austin.

## Leben
Daniel Elias Garcia empfing am 28. Mai 1988 das Sakrament der Priesterweihe für das Bistum Austin.
Am 21. Januar 2015 ernannte ihn Papst Franziskus zum Titularbischof von Capsus und bestellte ihn zum Weihbischof in Austin. Die Bischofsweihe spendete ihm der Bischof von Austin, Joe Steve Vásquez, am 3. März desselben Jahres. Mitkonsekratoren waren der Erzbischof von New Orleans, Gregory Aymond, und der Bischof von San Angelo, Michael Sis.
Am 27. November 2018 ernannte ihn Papst Franziskus zum Bischof von Monterey in California. Die Amtseinführung erfolgte am 29. Januar 2019.
Papst Leo XIV. bestellte ihn am 2. Juli 2025 zum Bischof von Austin.